# Maná
Maná és un grup mexicà de pop rock que canta en castellà. Fundat l'any 1987 amb el nom de Sombrero Verde (Barret Verd), canviat posteriorment a Maná. El quartet està format per Fernando Olvera (veu), Juan Diego Calleros (baix), Alejandro González (bateria) i primerament per Ulises Calleros, després per Cesar López "Vampiro" (guitarra fins a l'any 1995), i actualment Sergio Vallin (guitarra, des de 1995). Com a músics invitats toquen Juan Carlos Toribio (teclats, des de 1995) i Fernando Vallin (guitarres i cors, des de 2002) ambdós participen actualment en les gires de la banda.

## Història
La història de Maná comença a principis dels anys 1980 i assoleixen treure al mercat 2 discos: Sombrero Verde i A Tiempo de Rock. Aquests discos tenen un èxit moderat que no van deixar conforme a la banda. Després canvien el nom pel de Maná, i graven un disc homònim (1987). Després llancen Falta amor (1990), que els dona a conèixer per Amèrica Llatina. El senzill del àlbum va anar amb el mateix nom, Mancada Amor. Fher va convidar a Alejandro Lora de la banda llegendària El Tri a cantar un duet. Una mica considerat molt estrany en el món del rock en espanyol.
L'any 1992 Maná treu al mercat Dónde jugarán los niños. En aquest disc s'integren a l'alineació de Maná el Vampir i Ivan González en els teclats, obtenint premis per vendes en la majoria dels països d'Amèrica. Destaquen Escucha mi amor, Como te deseo i Vivir sin Aire. Dos anys després s'edita Maná En Vivo, àlbum que recull moments de la gira de promoció de Dónde jugarán los niños.
L'any 1995 llancen Cuando los ángeles lloran, amb èxits de la talla de Como un perro enloquecido, Ana, i  No ha parado de llover. També creen la fundació Selva Negra, que s'encarrega de protegir l'ecologia d'Amèrica.
L'any 1997 surt Sueños Líquidos, llançat en 26 països. En el muelle de San Blas, Hechicera i Clavado en un bar van fer retumbar les ràdios. Al cap de poc temps Maná guanya premis per vendes en gairebé tots aquests països, incloent Espanya i Estats Units, en el qual Maná ja havia venut fins al moment més de 500.000 discos.
L'any 1999 es grava per a la cadena MTV el Unplugged i en el 2000 col·laboren amb Carlos Santana en el seu àlbum Supernatural, amb la cançó Corazón Espinado.
Tres anys van passar perquè Maná tragués al mercat Revolución de Amor. Aquest àlbum va tenir com singles destacats: "Angel de Amor", "Eres mi Religión" i "Mariposa Traicionera". D'igual manera, va comptar amb la participació de Carlos Santana i la seva Guitarra en "Justicia, Tierra y Libertad" i també amb la de Rubén Blades en "Sabanas Frías". Finalment, s'ha de destacar també que el guitarrista del grup, Sergio Vallin, va debutar com a cantant en el single "Por que te vas?".
A finals del 2003 llancen 3 recopilacions: Sol, Luna i Eclipse, que inclouen els temes més reeixits i altres col·laboracions de la banda, amb la cançó inèdita Te llevaré al cielo. El 2004 serà un any sabàtic per Maná.
En 2004 va sortir a la venda el DVD "Acceso Totañ", el qual inclou una barreja d'imatges de diversos concerts i altres escenes.
Al febrer de 2006, Maná va començar a gravar el seu últim disc anomenat "Amor es combatir", el qual ja va ser llançat aquest últim 22 d'agost de 2006. El primer single a sonar d'aquest disc, ja des de juliol d'aquest mateix any, va ser "Labios Compartidos". Ràpidament es va col·locar en els primers llocs de les diferents ràdio emissores, principalment en les zones llatines dels Estats Units. L'àlbum ja està començant a sonar i té diversos singles destacats, tals com "Envía una señal", "Labios Compartidos", "Tengo muchas alas" i "El Rei Tiburón". Pròximament la banda realitzarà un tour per diversos països per a fer sonar en viu aquest nou àlbum.
Després de 4 anys en silenci, el 2010 Maná publica el seu pròxim disc anomenat "Drama y luz".

## Discografia
- Maná (1987)
- Falta amor (1990)
- ¿Dónde jugarán los niños? (1992)
- Maná en vivo (1994)
- Cuando los ángeles lloran (1995)
- Sueños líquidos (1997)
- Maná MTV Unplugged (1999)
- Todo Maná (2001)
- Grandes Éxitos Maná (2001)
- Revolución de amor (2002)
- Festival De La Canción De Viña Del Mar (2003)
- Esenciales: Sol (2003)
- Esenciales: Luna (2003)
- Esenciales: Eclipse (2003)
- Amar es combatir (2006)
- Drama y luz (2010)